# Tricholoma
Tricholoma (Fr.) Staude (gąska) – rodzaj grzybów należący do rodziny gąskowatych (Tricholomataceae).

## Charakterystyka
Naziemne grzyby kapeluszowe wytwarzające owocniki o kapeluszach nagich lub łuskowatych, niehigrofanicznych. Hymenofor blaszkowy, a blaszki mają regularną tramę i są zatokowato lub ząbkowato wycięte (nigdy nie zbiegające) przy trzonach. Na trzonach u niektórych gatunków występuje pierścień lub zasnówka. Zarodniki gąsek mają pokrój owalny lub eliptyczny, są gładkie, bez pory rostkowej. Wysyp zarodników jest biały, nieamyloidalny.
Grzyby mykoryzowe, tworzące ektomykoryzy z drzewami. Wśród gąsek tylko nieliczne to grzyby jadalne. Większość gatunków to grzyby niejadalne z powodu gorzkiego smaku, niektóre to grzyby trujące, powodujące ostre zaburzenia żołądkowo-jelitowe.

## Systematyka i nazewnictwo
Pozycja w klasyfikacji według Index Fungorum: Tricholomataceae, Agaricales, Agaricomycetidae, Agaricomycetes, Agaricomycotina, Basidiomycota, Fungi.
Po raz pierwszy nazwę Tricholoma w 1821 roku wprowadził Elias Fries jako podtakson rodzaju Agaricus. Do rangi odrębnego rodzaju podniósł go Friedrich Staude w 1857 r.
Synonimy: Agaricus trib. Tricholoma Fr., Cortinellus Roze, Glutinaster Earle, Gyrophila Quél., Mastoleucomyces Battarra ex Kuntze, Megatricholoma G. Kost, Monomyces Battarra ex Earle, Phlebophora Lév., Sphaerocephalus Battarra ex Earle, Tricholoma sect. Megatricholoma (G. Kost) Mort. Chr. & Noordel.
Nazwę polską podał Józef Jundziłł w 1830 r. Inne polskie nazwy: bedłka, brzegowłosek, opieńki i rycerzyk.
Gatunki występujące w Polsce:
- Tricholoma acerbum (Bull.) Vent. – gąska karbowana
- Tricholoma aestuans (Fr.) Gillet 1874[7]
- Tricholoma albobrunneum (Pers.) P. Kumm. – gąska białobrązowa
- Tricholoma album (Schaeff.) P. Kumm. – gąska biaława
- Tricholoma apium Jul. Schäff. – gąska selerowa
- Tricholoma argyraceum (Bull.) Gillet 1874[7]
- Tricholoma arvernense Bon 1976[7]
- Tricholoma atrosquamosum (Chevall.) Sacc. – gąska czarnołuskowa
- Tricholoma aurantium (Schaeff.) Ricken – gąska pomarańczowa
- Tricholoma basirubens (Bon) A. Riva & Bon 1988[8]
- Tricholoma batschii Gulden – gąska czerwonobrązowa
- Tricholoma bresadolanum Clémençon – gąska myszata
- Tricholoma bufonium (Pers.) Gillet – gąska winnobrązowa
- Tricholoma cingulatum (Almfelt) Jacobashch – gąska wierzbowa
- Tricholoma colossus (Fr.) Quél. – gąska wielka
- Tricholoma columbetta (Fr.) P. Kumm. – gąska gołębia
- Tricholoma equestre (L.) P. Kumm. – gąska zielonka
- Tricholoma filamentosum (Alessio) Alessio 1988[8]
- Tricholoma focale (Fr.) Ricken – gąska ognista
- Tricholoma fracticum (Britzelm.) Kreisel 1984[9]
- Tricholoma frondosae Kalamees & Shchukin 2001[7] – gąska liściowata
- Tricholoma fucatum (Fr.) P. Kumm. 1871 – gąska cętkowana
- Tricholoma fulvum (Fr.) Bigeard & H. Guill. – gąska żółtobrunatna
- Tricholoma gausapatum (Fr.) Quél. – gąska szarobrązowa
- Tricholoma imbricatum (Fr.) P. Kumm. – gąska dachówkowata
- Tricholoma inamoenum (Fr.) Gillet – gąska nieprzyjemna
- Tricholoma inocyboides Corner 1994[8]
- Tricholoma josserandii Bon 1975 – gąbka białosrebrzysta
- Tricholoma lascivum (Fr.) Gillet – gąska śmierdząca
- Tricholoma luridum (Schaeff.) P. Kumm. – gąska szerokoblaszkowa
- Tricholoma matsutake (S. Ito & S. Imai) Singer – gąska sosnowa[10]
- Tricholoma orirubens Quél. – gąska czerwieniejąca
- Tricholoma orlosii Pilát 1950 – gąska białowieska
- Tricholoma pardinum (Pers.) Quél. – gąska tygrysia
- Tricholoma pessundatum (Fr.) Quél. – gąska kroplistobrzega
- Tricholoma populinum J.E. Lange – gąska topolowa
- Tricholoma portentosum (Fr.) Quél. – gąska niekształtna
- Tricholoma psammopus (Kalchbr.) Quél. – gąska modrzewiowa
- Tricholoma ramentaceum (Bull. ex Pers.) Ricken 1915 – gąska obuta
- Tricholoma rapipes (Krombh.) Heilm.-Claus. & Mort. Chr. 2017[8]
- Tricholoma robustum (Alb. & Schwein.) Ricken – gąska okazała
- Tricholoma saponaceum (Fr.) P. Kumm. – gąska mydlana
- Tricholoma scalpturatum (Fr.) Quél. – gąska żółknąca
- Tricholoma sciodes (Pers.) C. Martín – gąska ostra
- Tricholoma sejunctum (Sowerby) Quél. – gąska zielonożółta
- Tricholoma squarrulosum Bres. 1898[7]
- Tricholoma stans (Fr.) Sacc. – gąska gorzkawa
- Tricholoma stiparophyllum (S. Lundell) P. Karst. – gąska jasna
- Tricholoma sudum (Fr.) Quél. – gąska korzeniasta
- Tricholoma sulphurescens Bres. 1905[7]
- Tricholoma sulphureum (Bull.) P. Kumm. – gąska siarkowa
- Tricholoma terreum (Schaeff.) P. Kumm. – gąska ziemistoblaszkowa
- Tricholoma triste (Scop.) Quél. 1872[7]
- Tricholoma tumidum (Pers.) P. Karst. 1879 – gąska nabrzmiała
- Tricholoma ustale (Fr.) P. Kumm. – gąska bukowa
- Tricholoma ustaloides Romagn. 1954[7]
- Tricholoma vaccinum (Schaeff.) P. Kumm. – gąska krowia
- Tricholoma virgatum (Fr.) P. Kumm. – gąska pieprzna

Wykaz gatunków (nazwy naukowe) na podstawie Index Fungorum. Pominięto gatunki niepewne. Wykaz gatunków i nazwy polskie według Władysława Wojewody, rekomendacji Polskiego Towarzystwa Mykologicznego i innych.

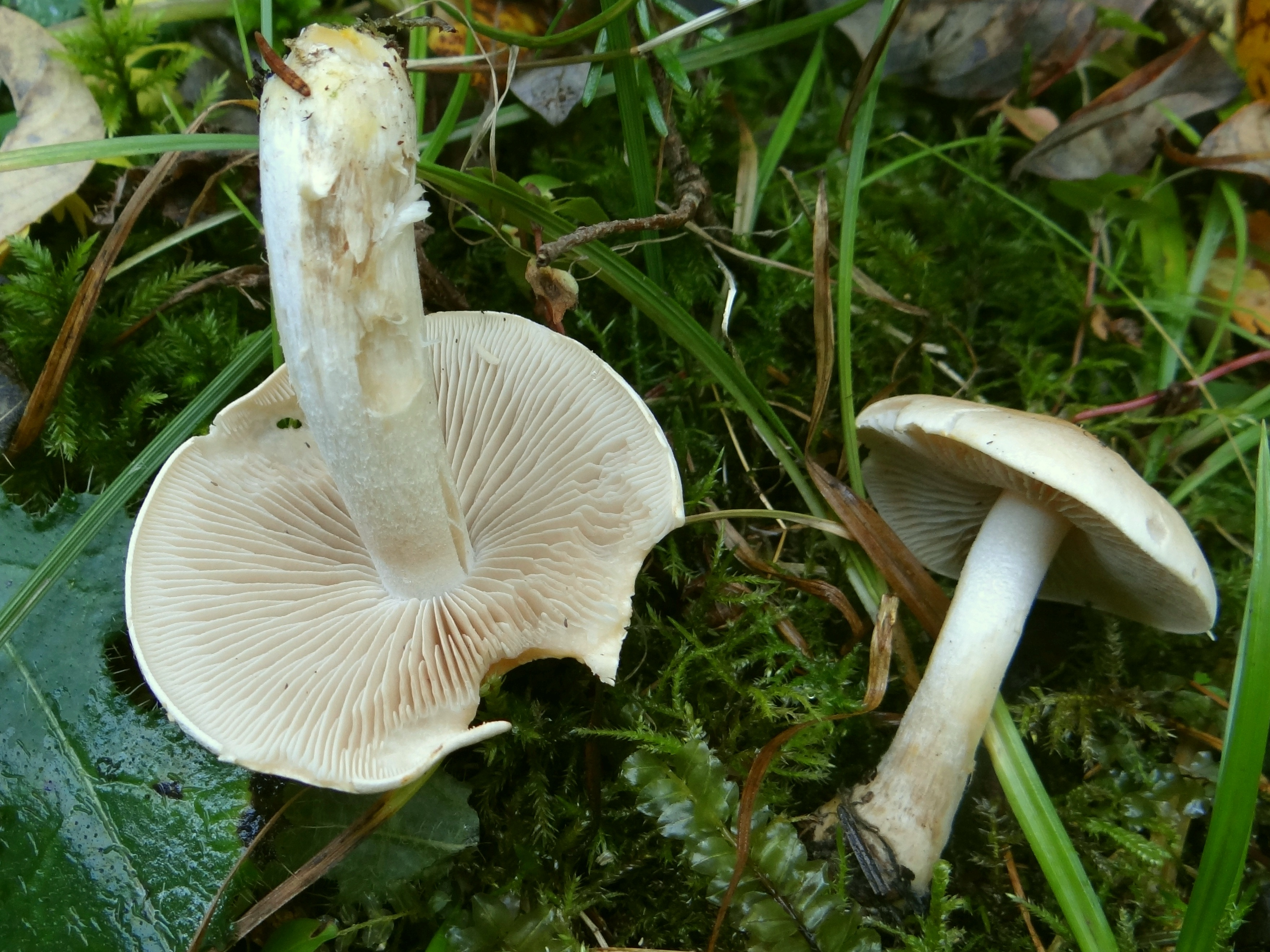
Gąska biaława
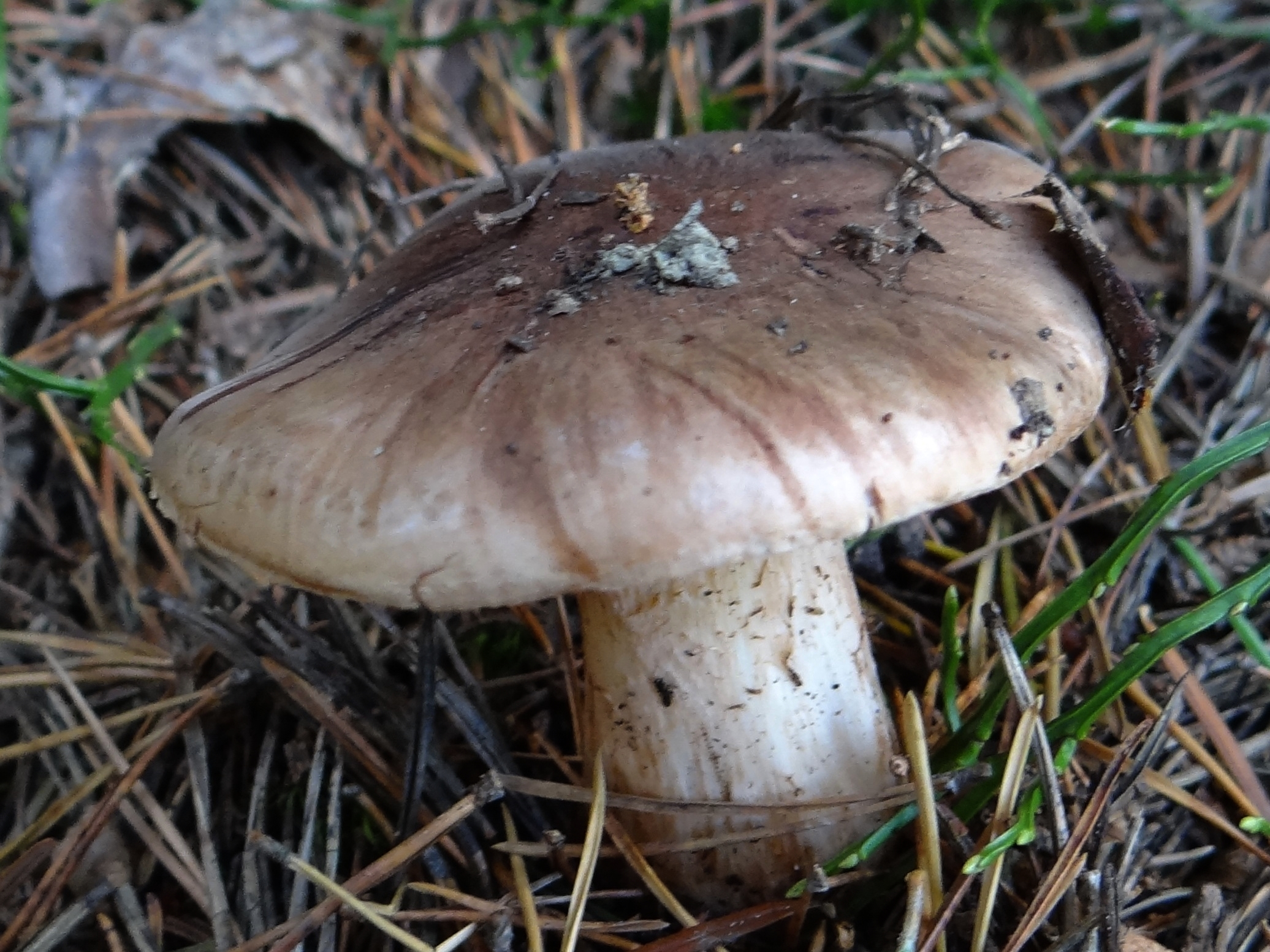
Gąska białobrązowa
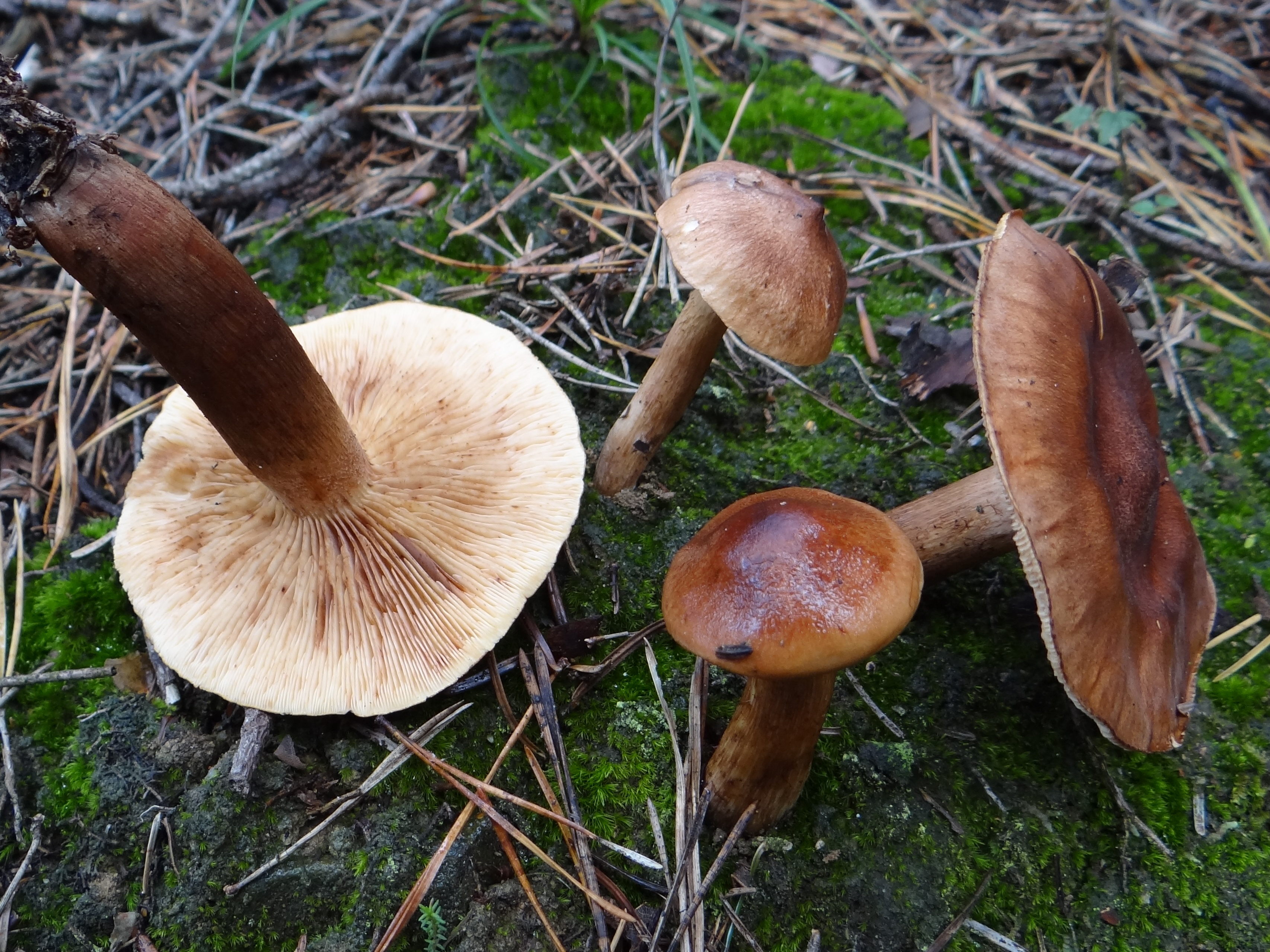
Gąska bukowa
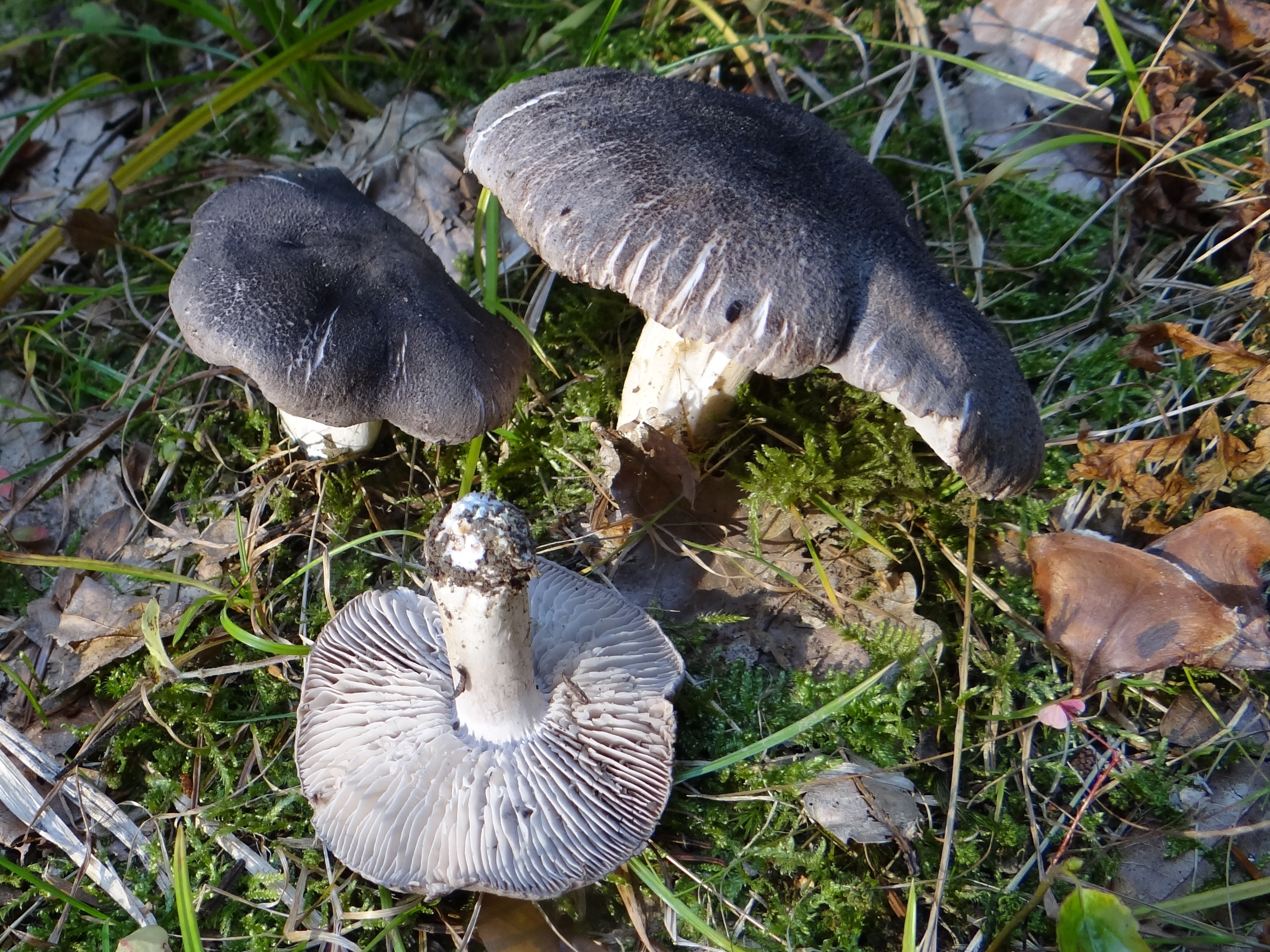
Gąska czarnołuskowa
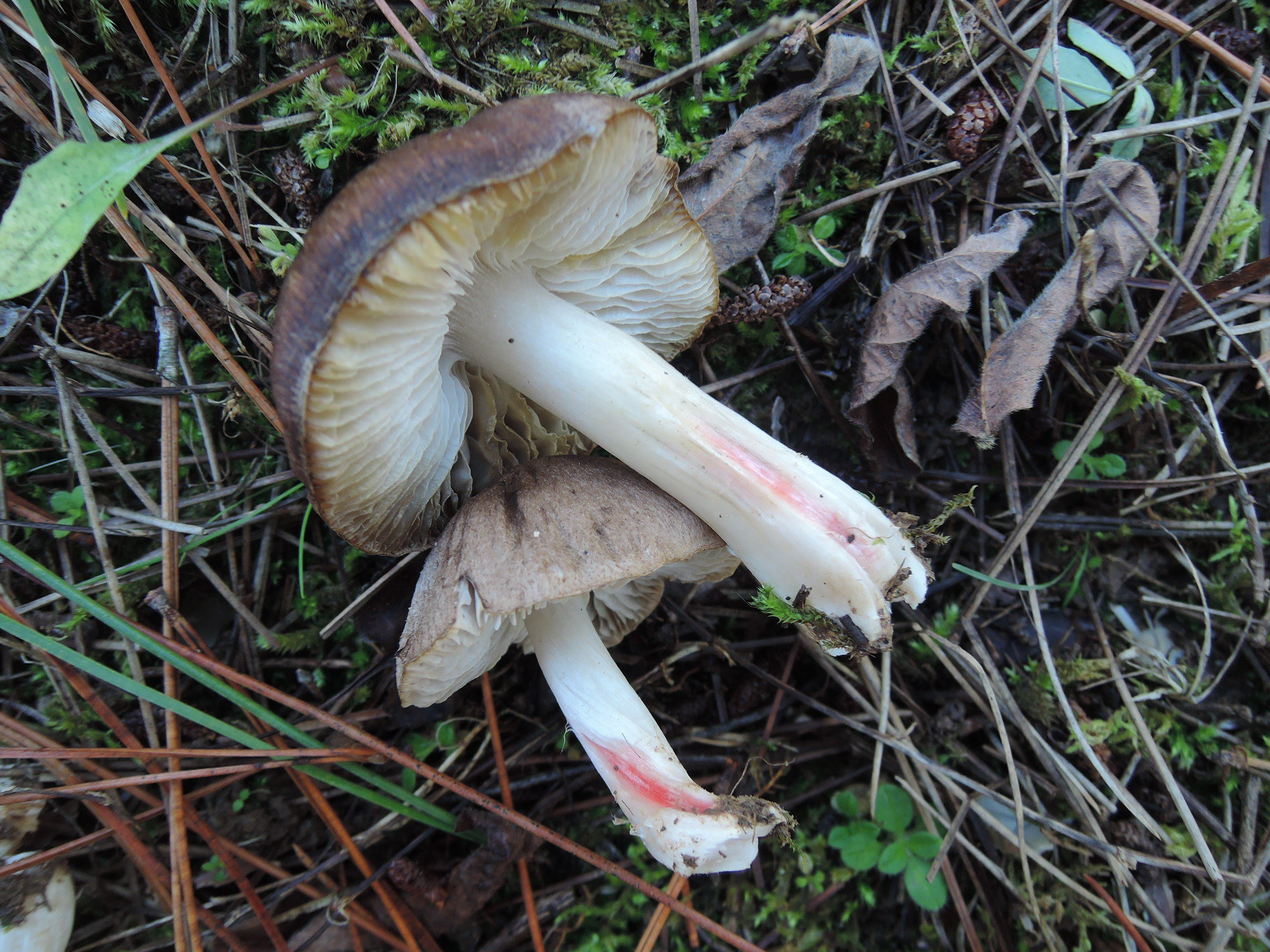
Gąska czerwieniejąca
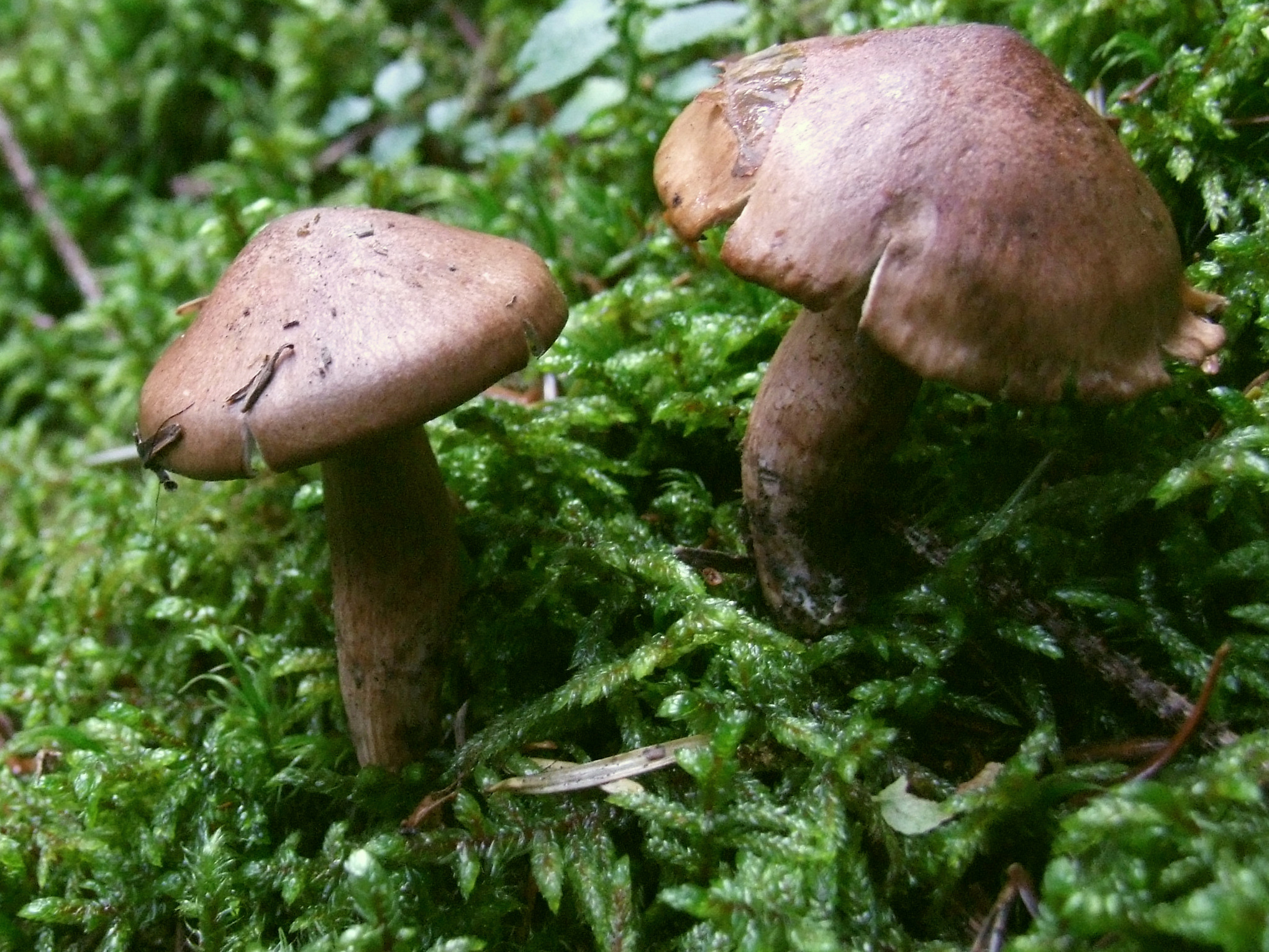
Gąska czerwonobrązowa
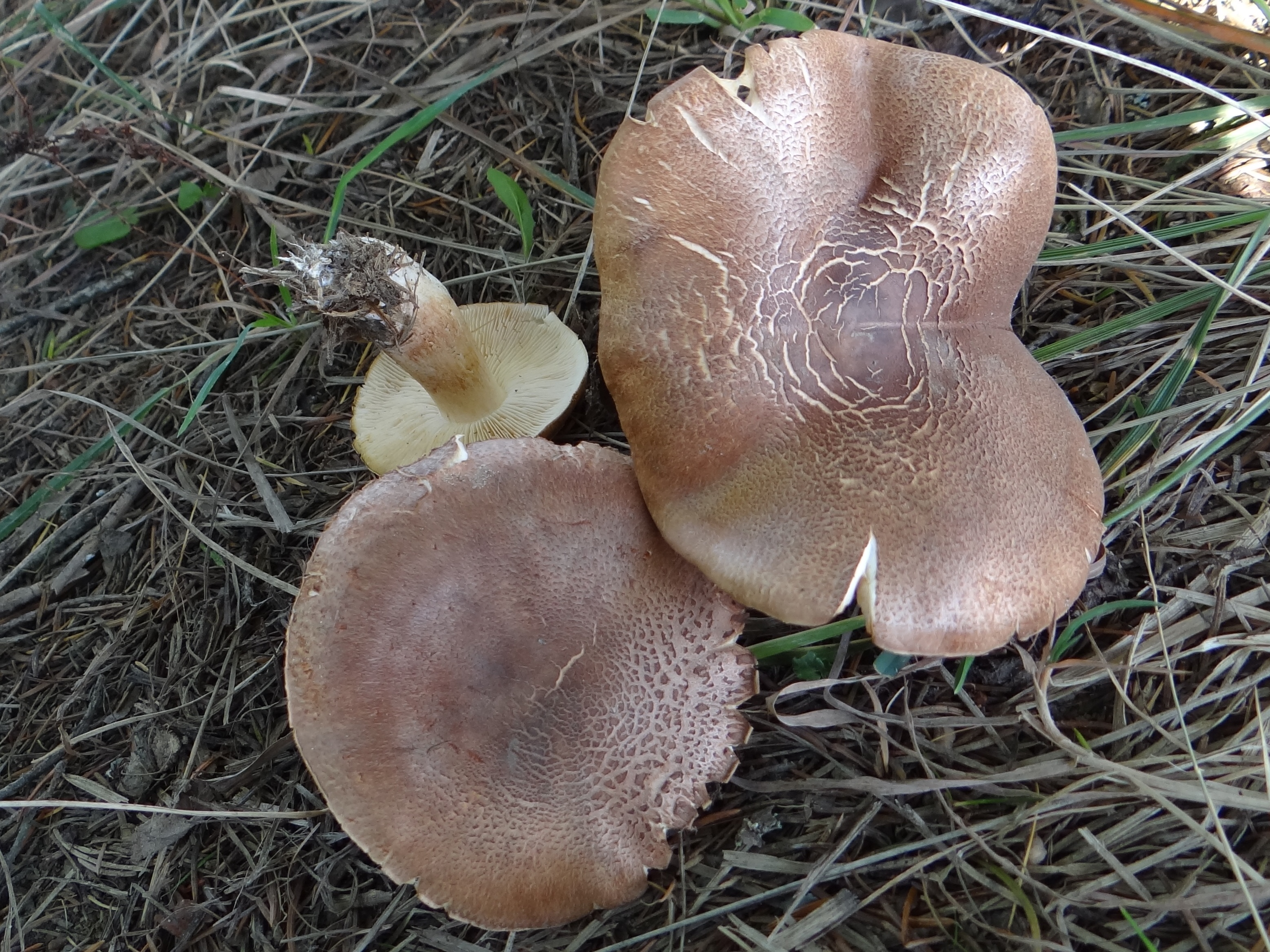
Gąska dachówkowata
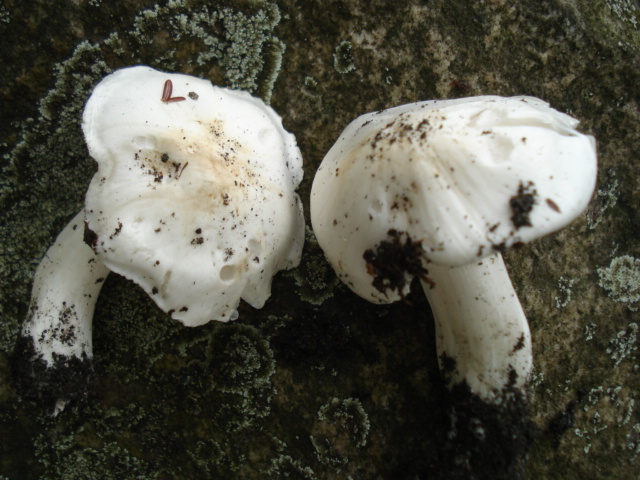
Gąska gołębia
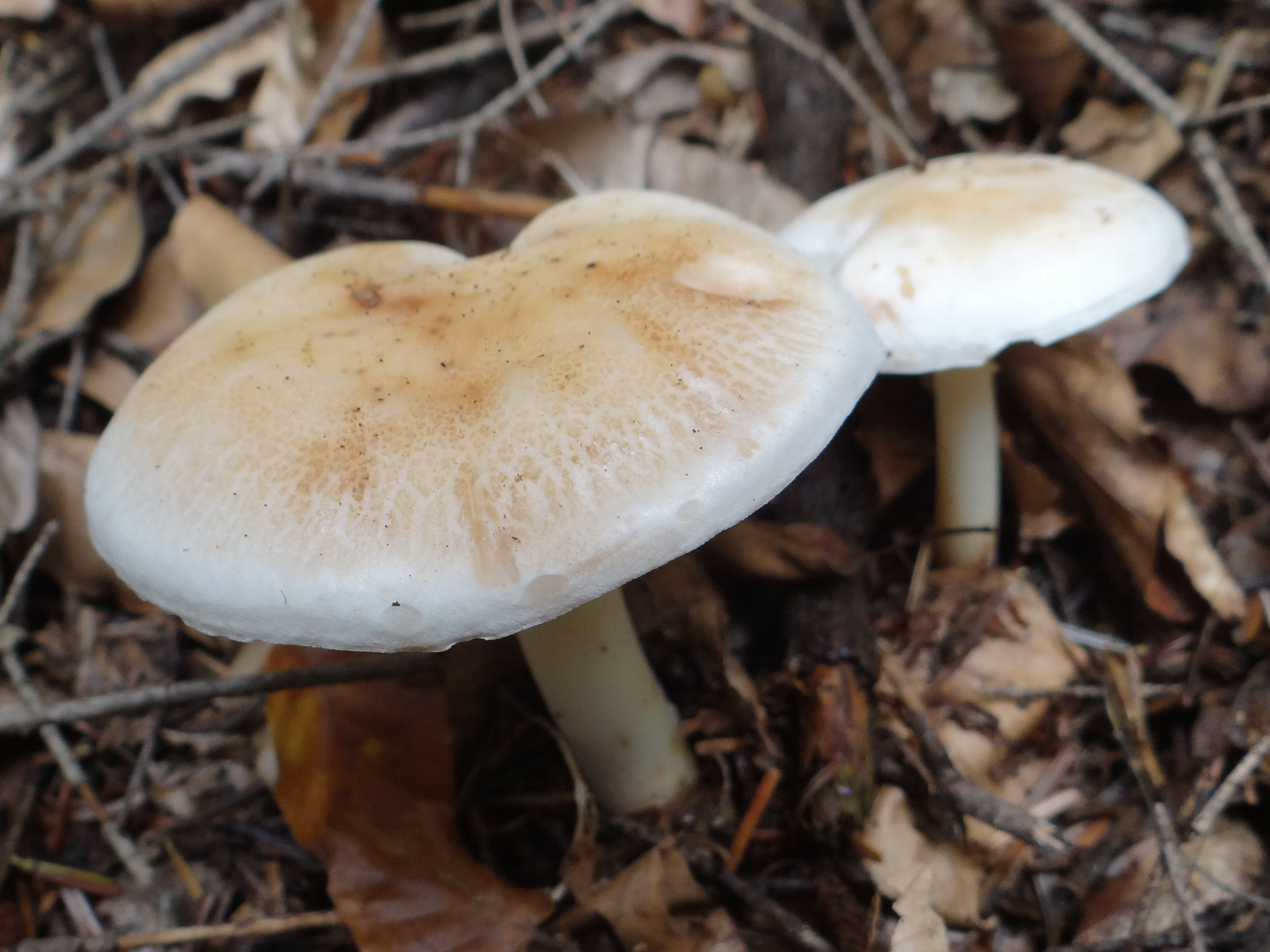
Gąska jasna
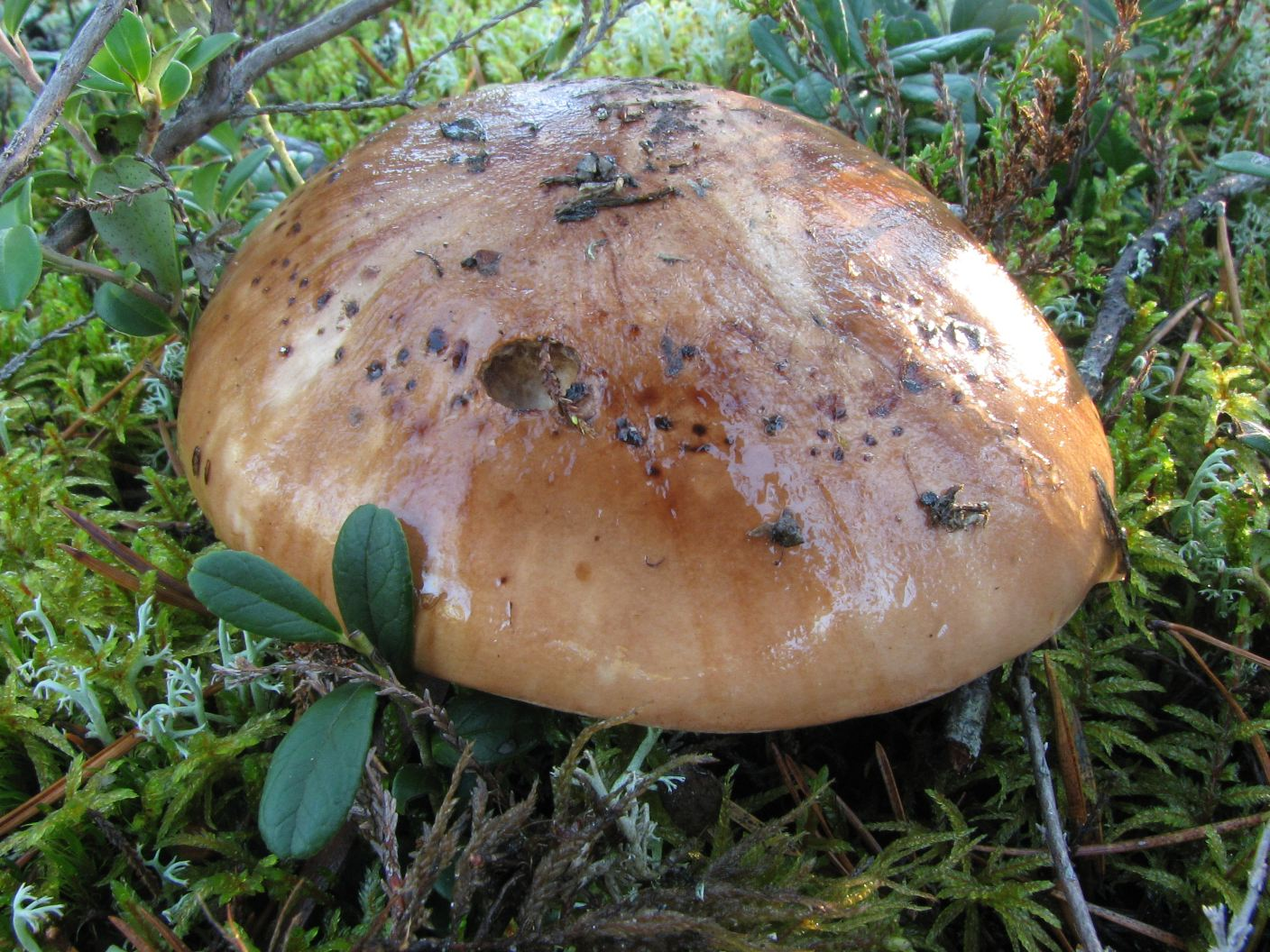
Gąska kroplistobrzega
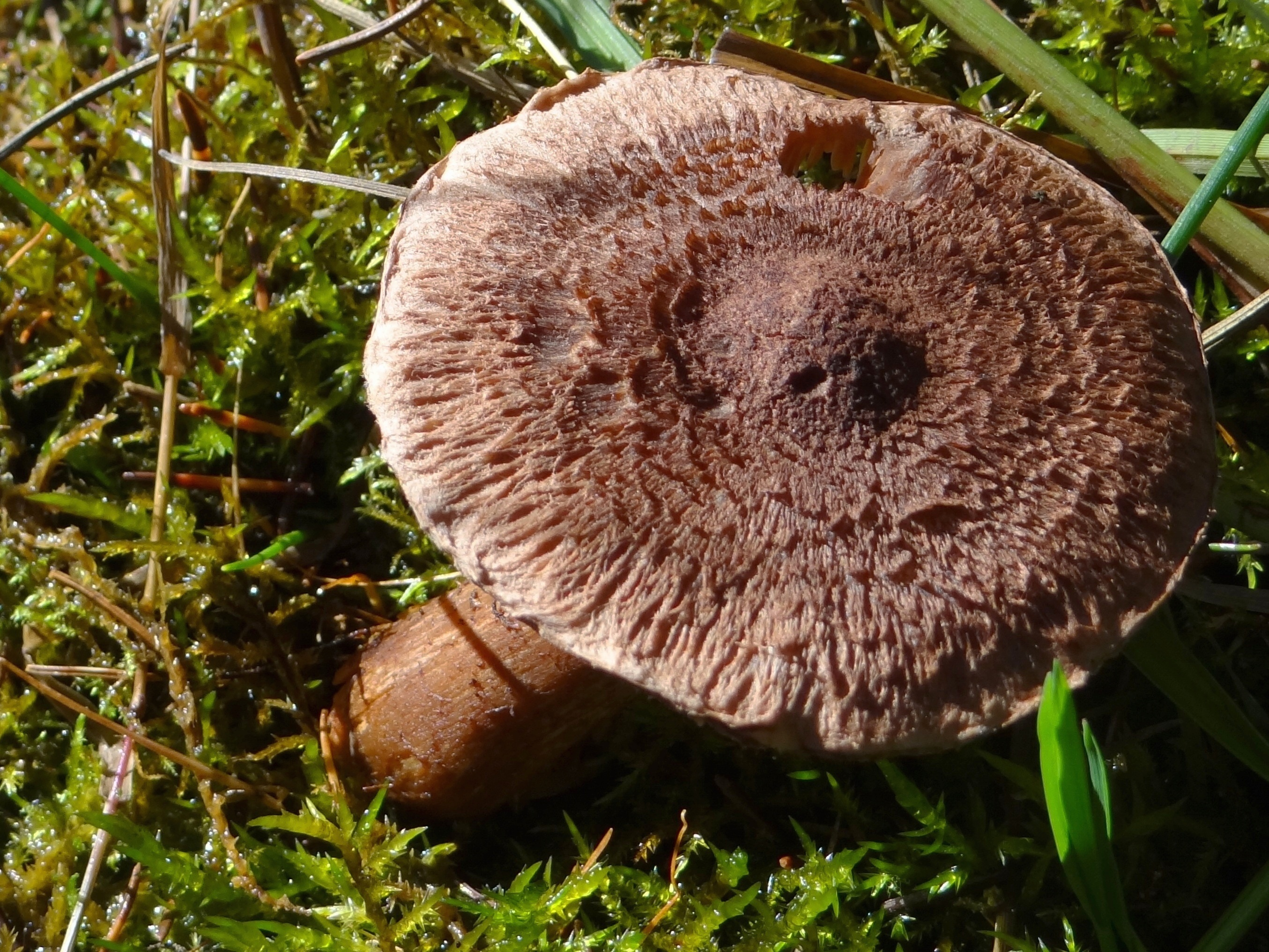
Gąska krowia
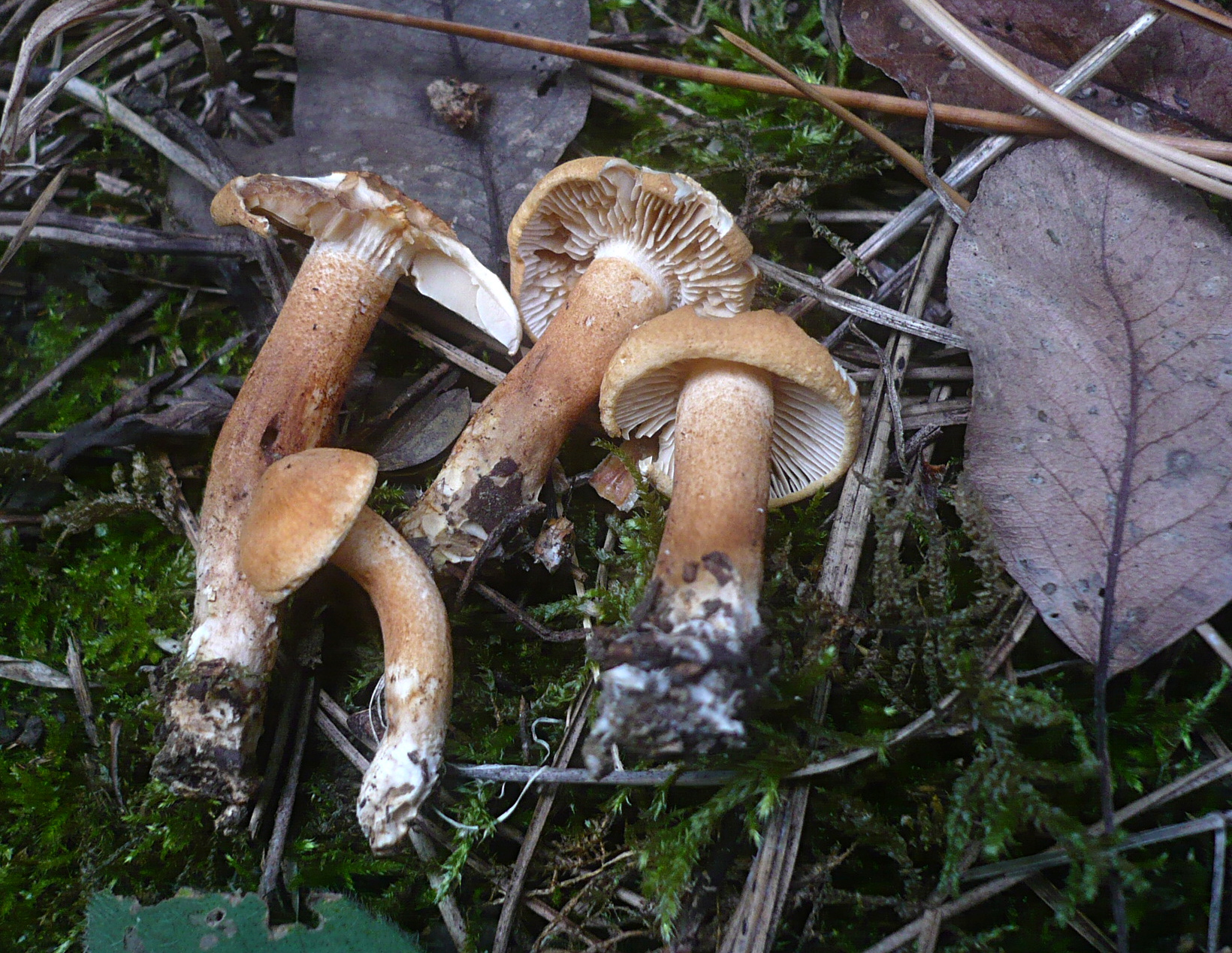
Gąska modrzewiowa
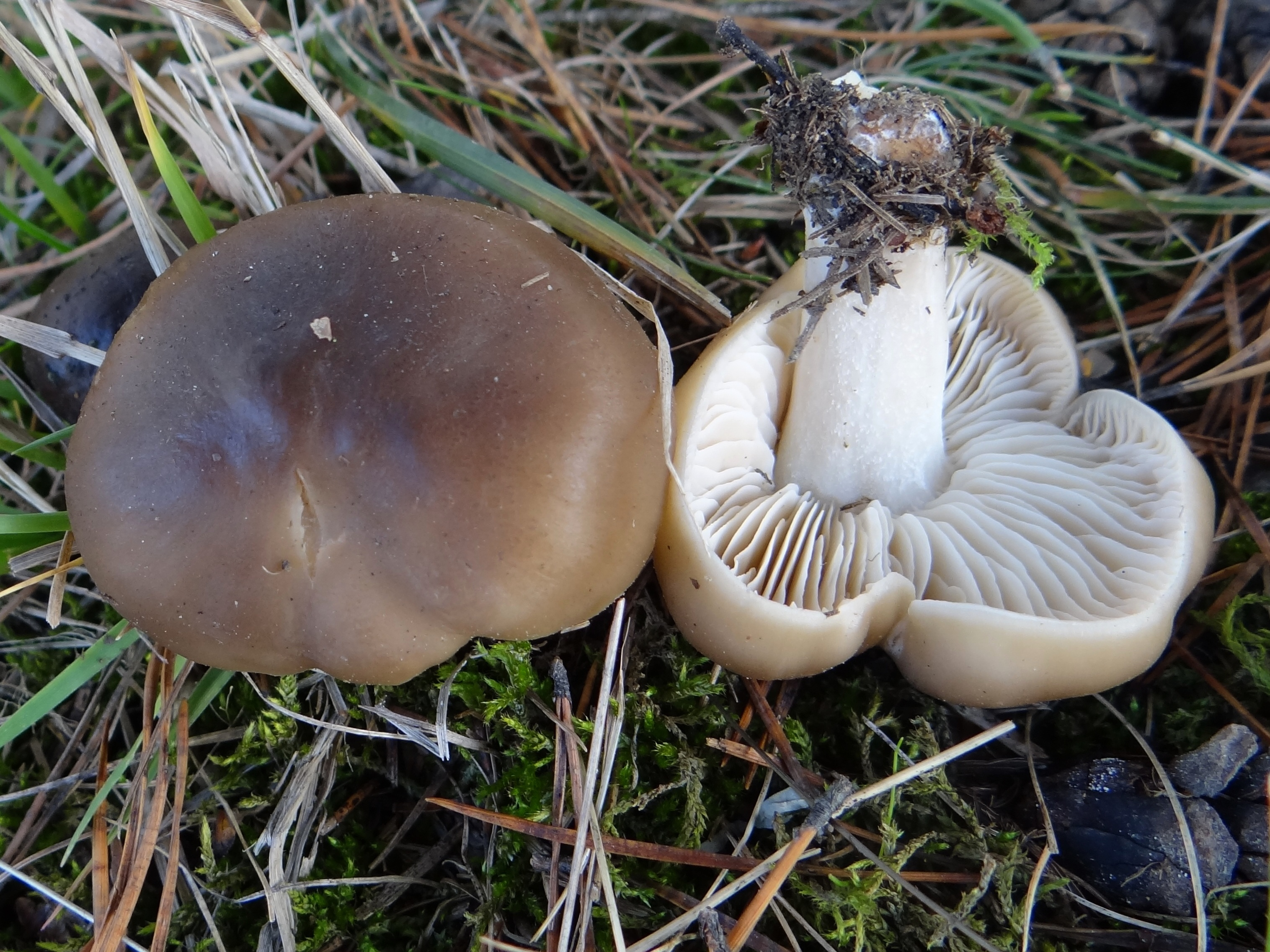
Gąska mydlana
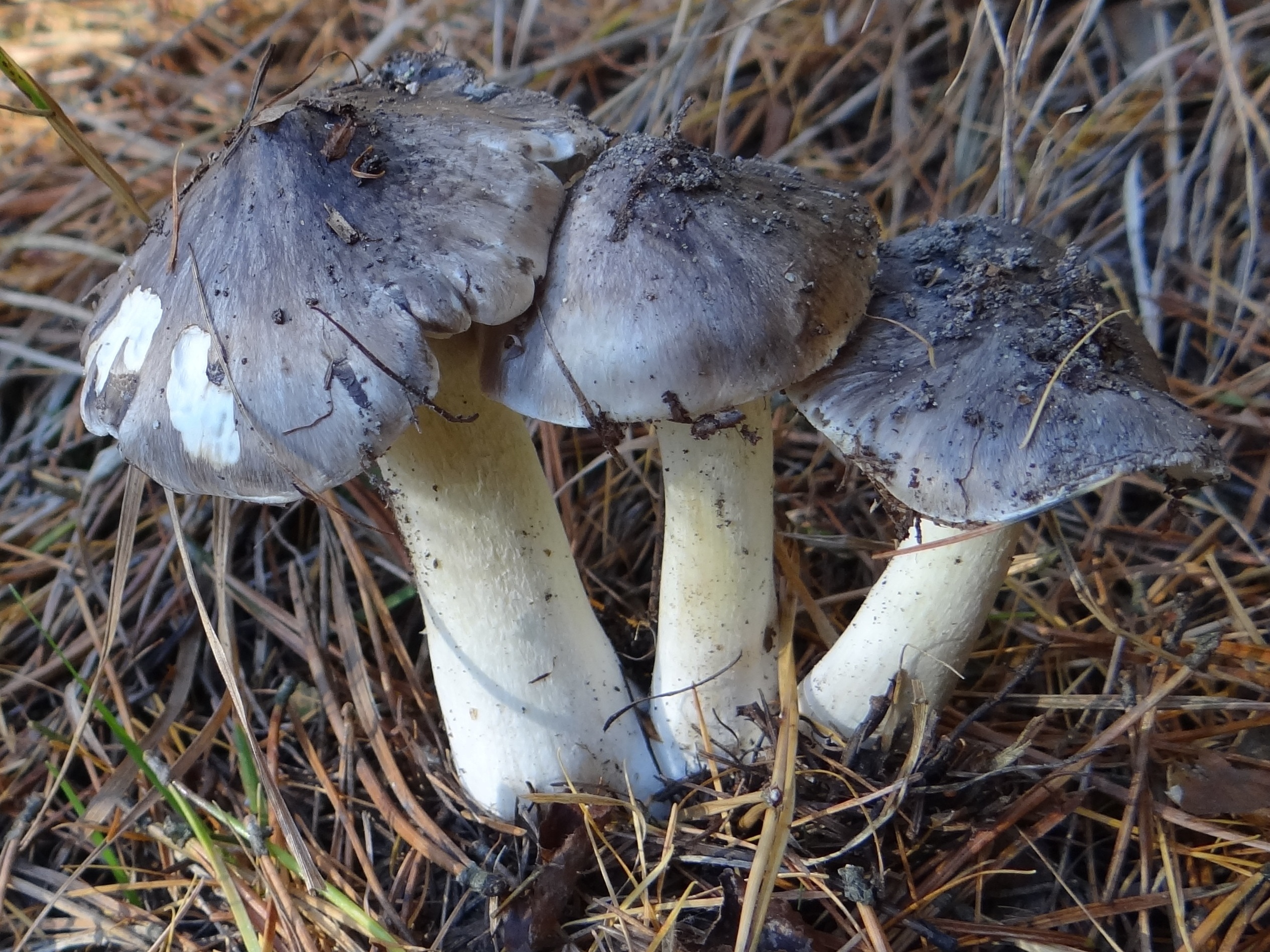
Gąska niekształtna
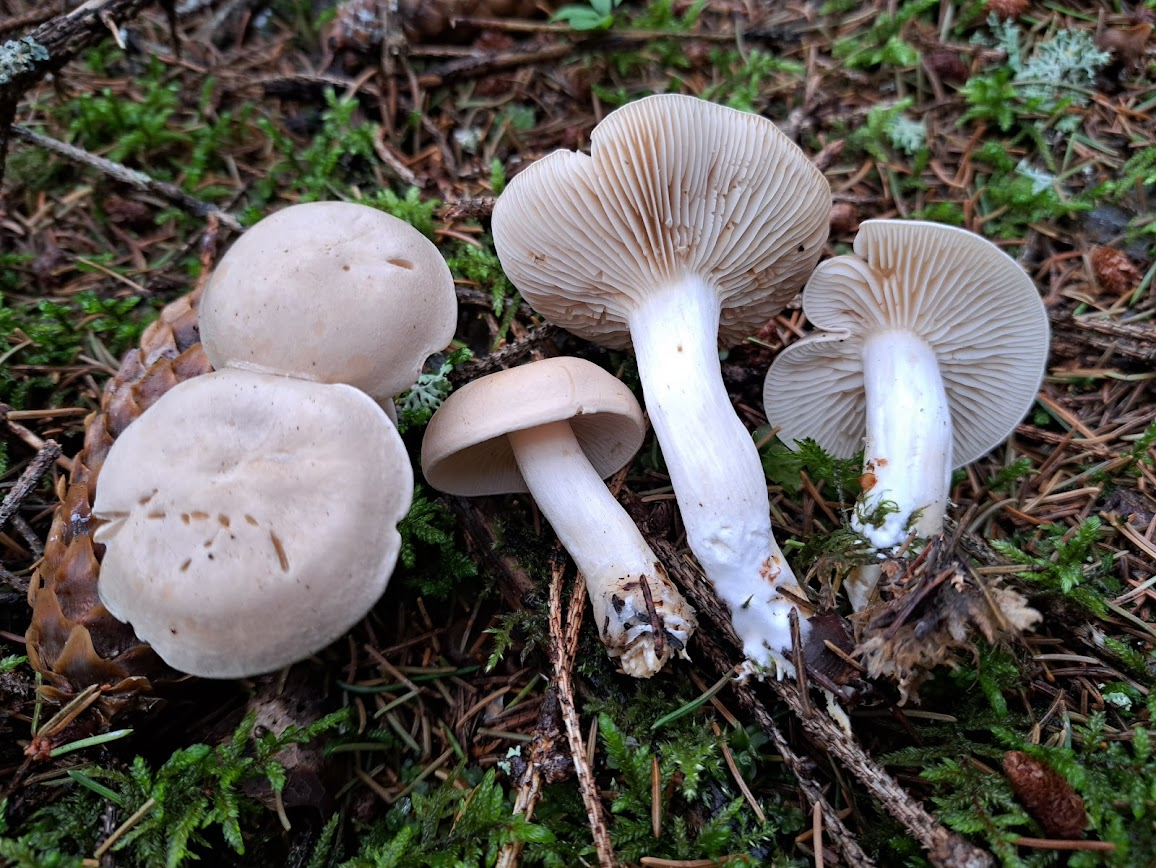
Gąska nieprzyjemna
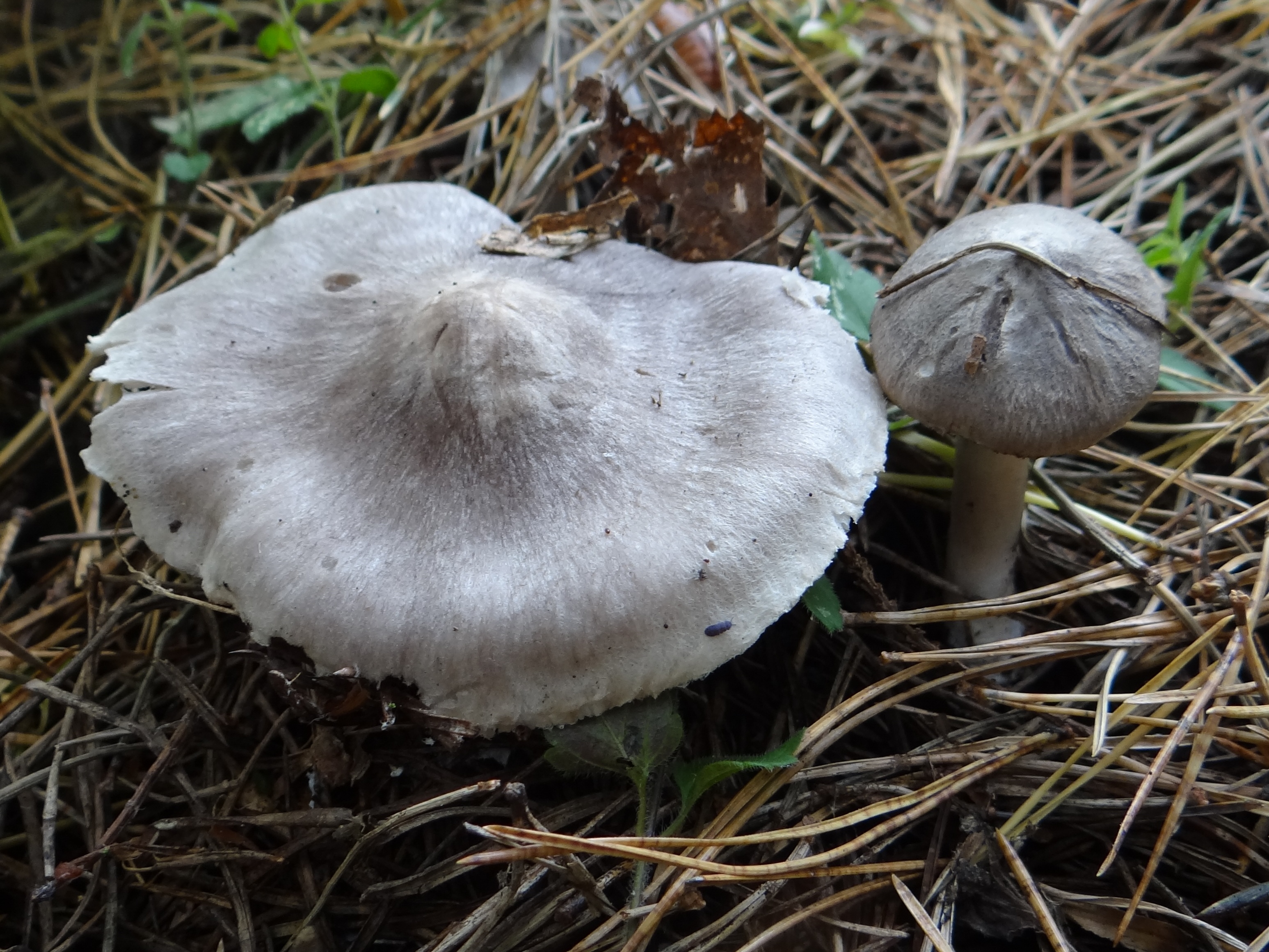
Gąska ostra
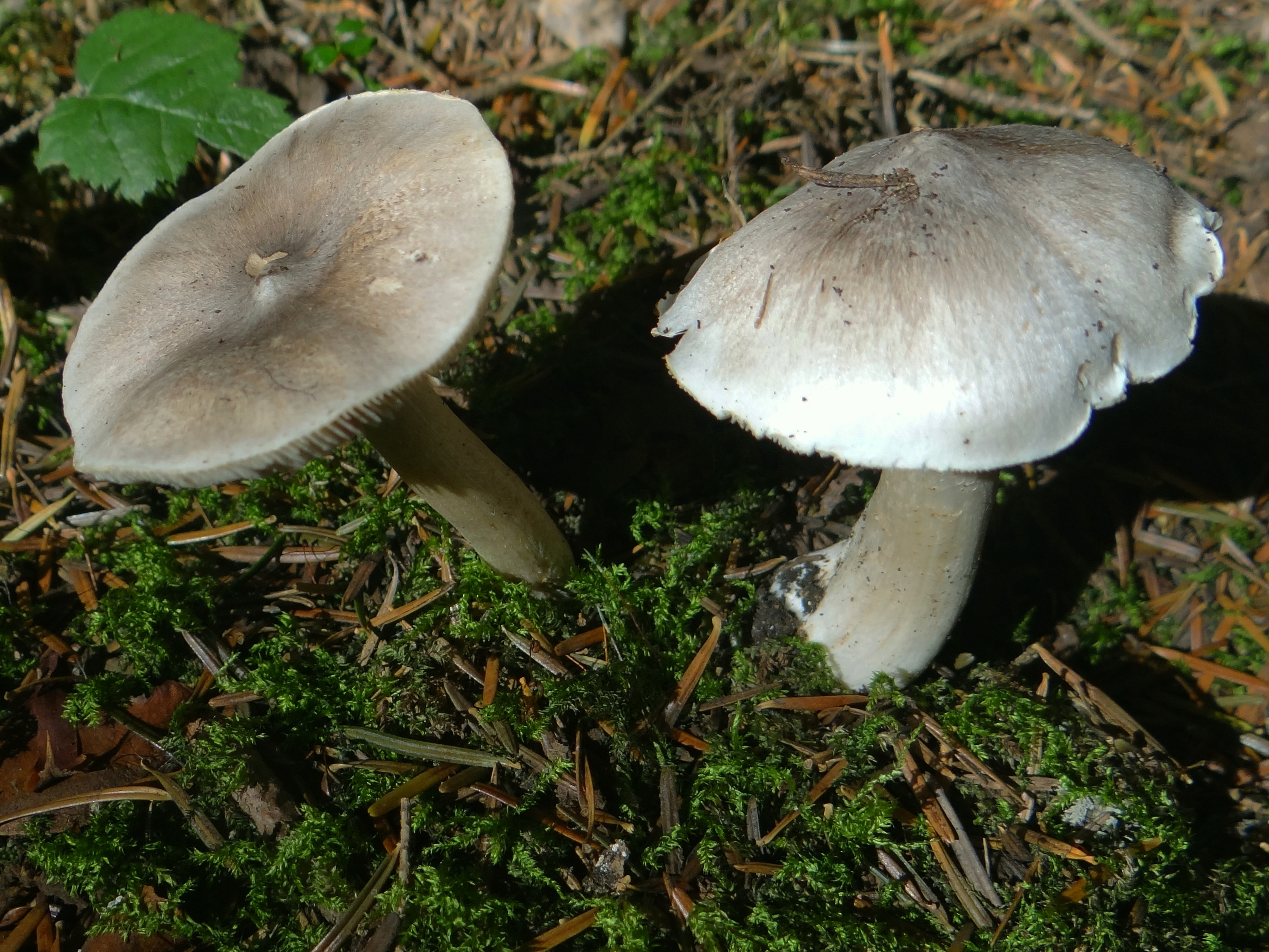
Gąska pieprzna
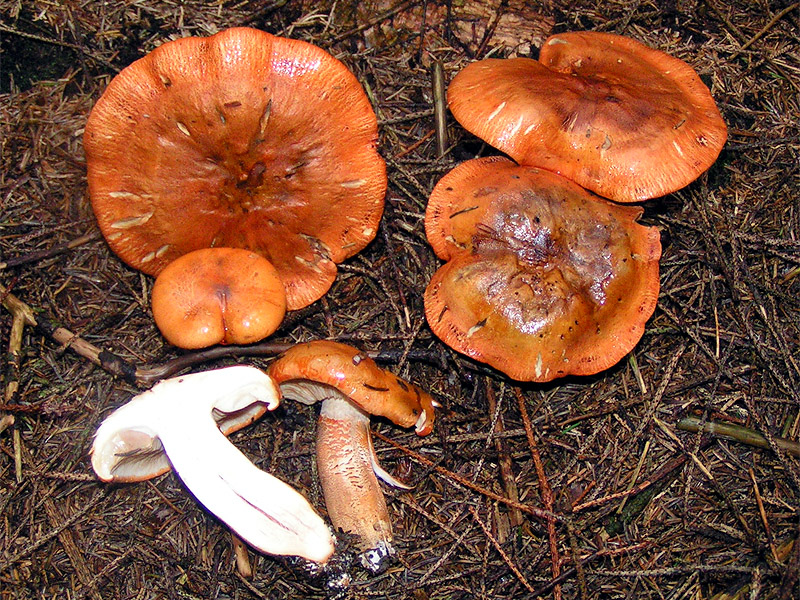
Gąska pomarańczowa
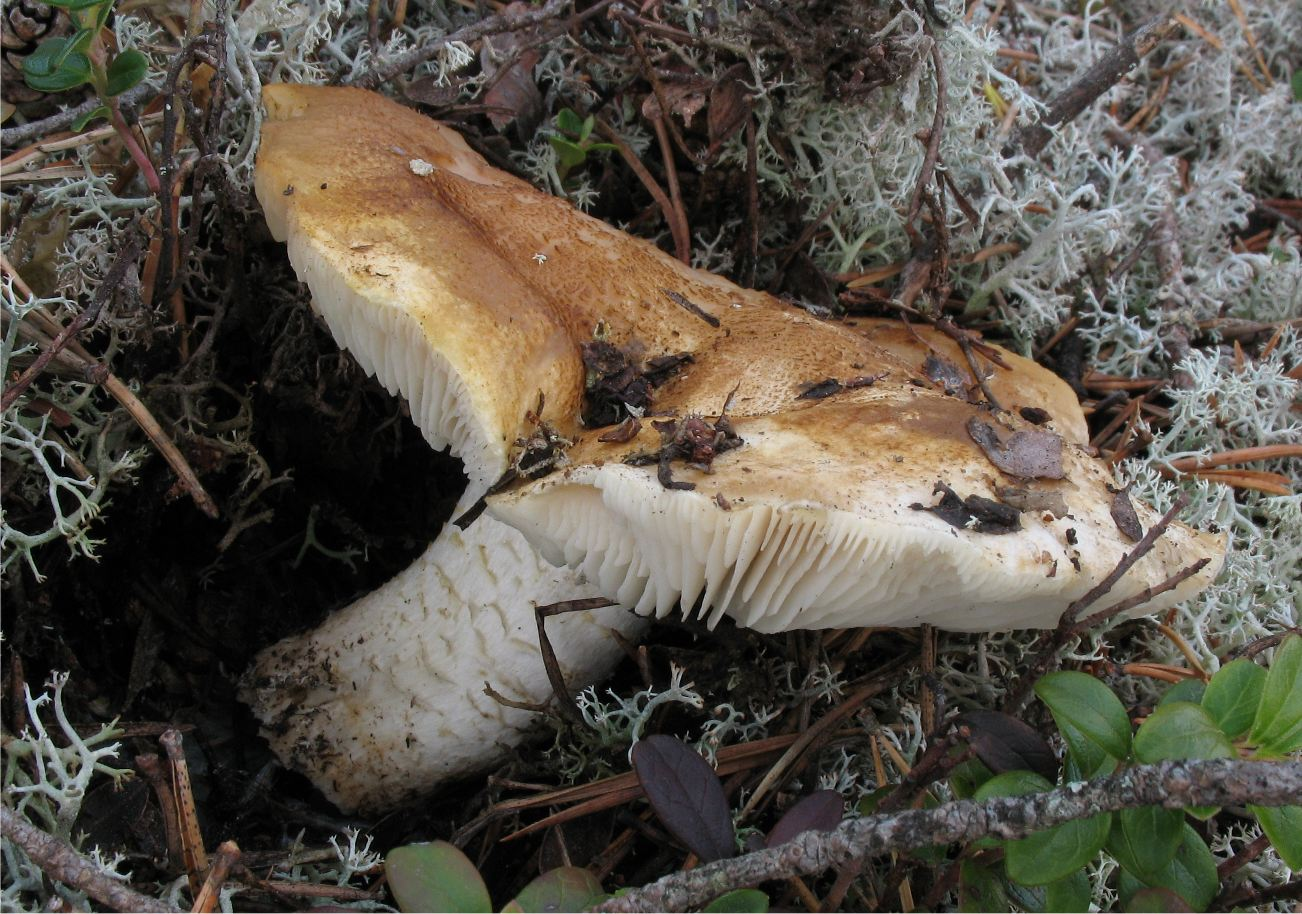
Gąska selerowa
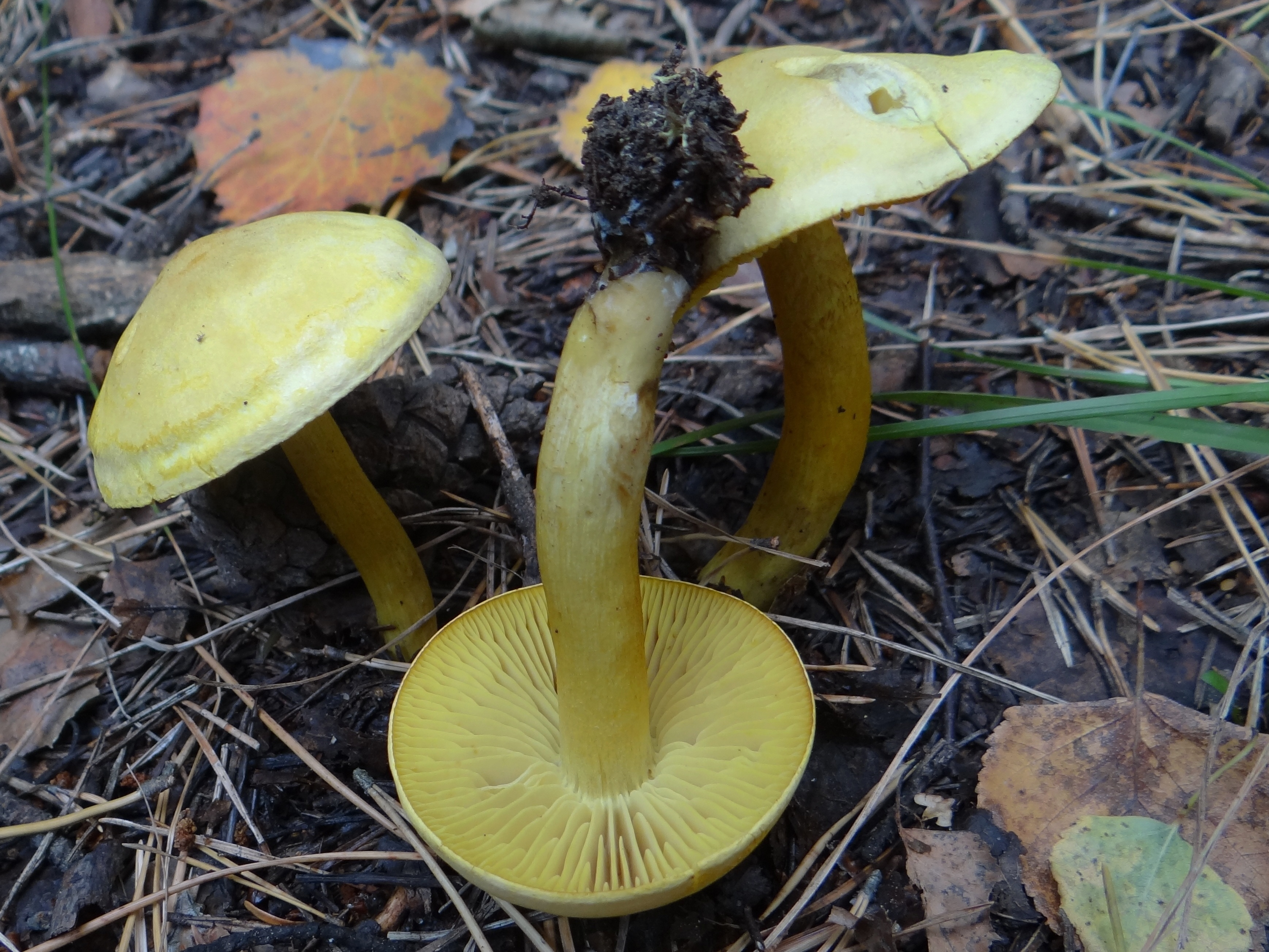
Gąska siarkowa
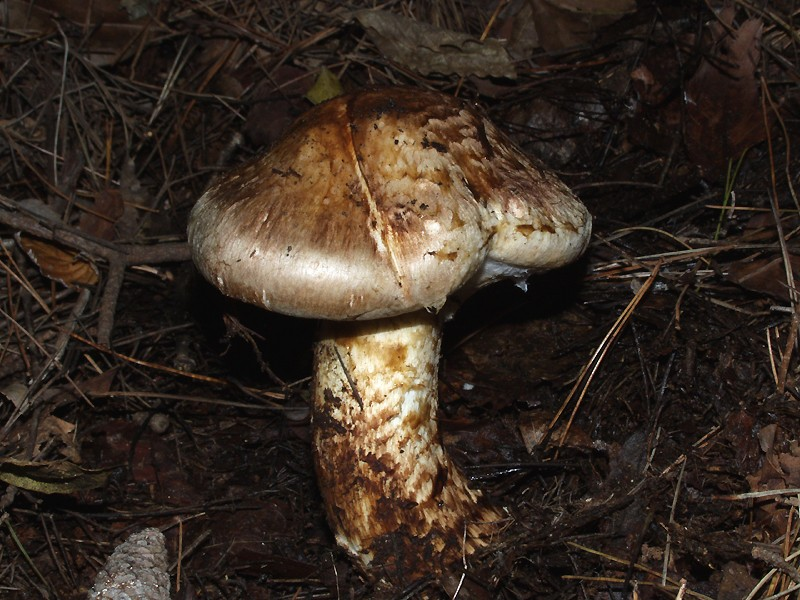
Gąska sosnowa
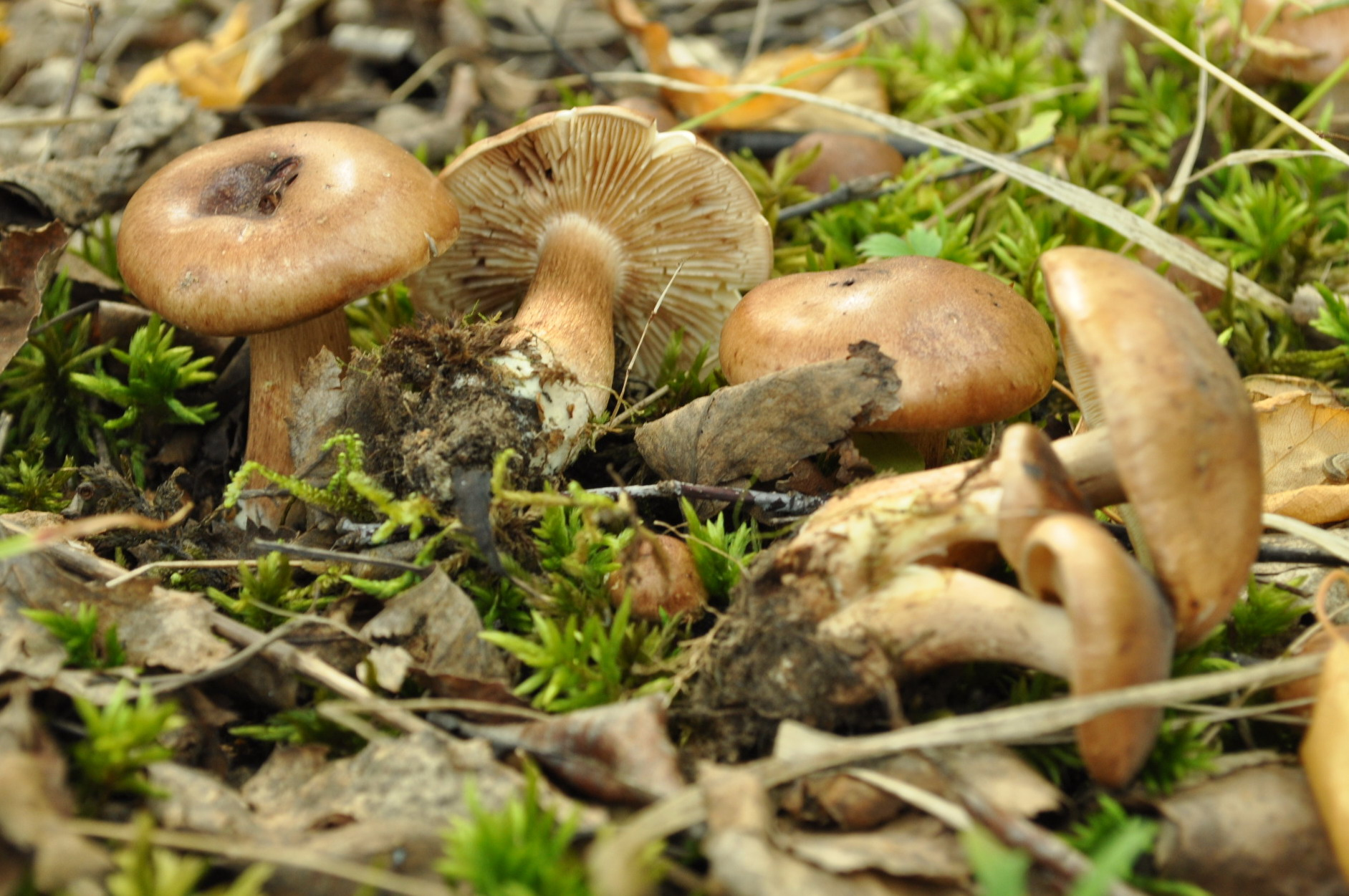
Gąska topolowa
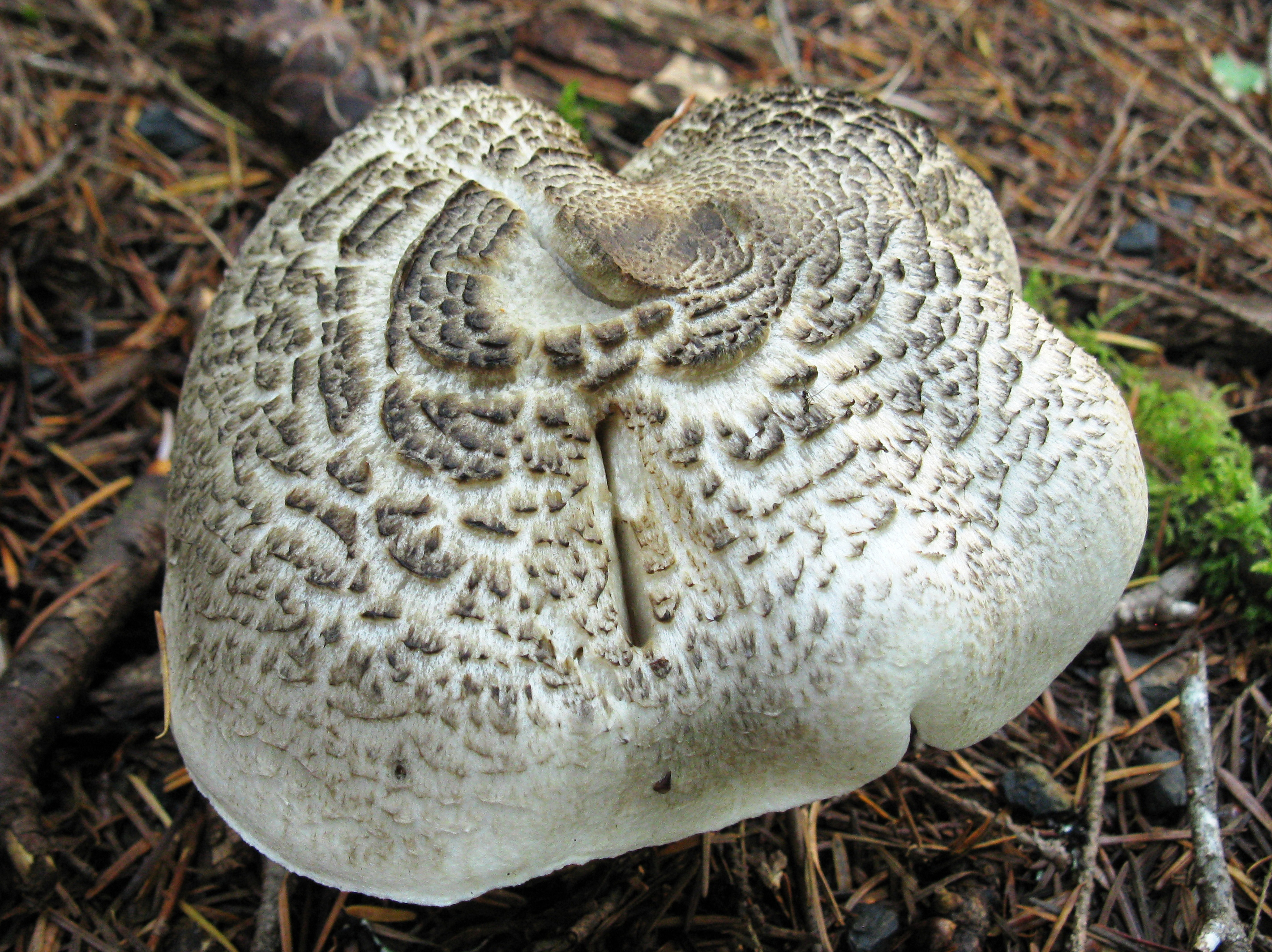
Gąska tygrysia
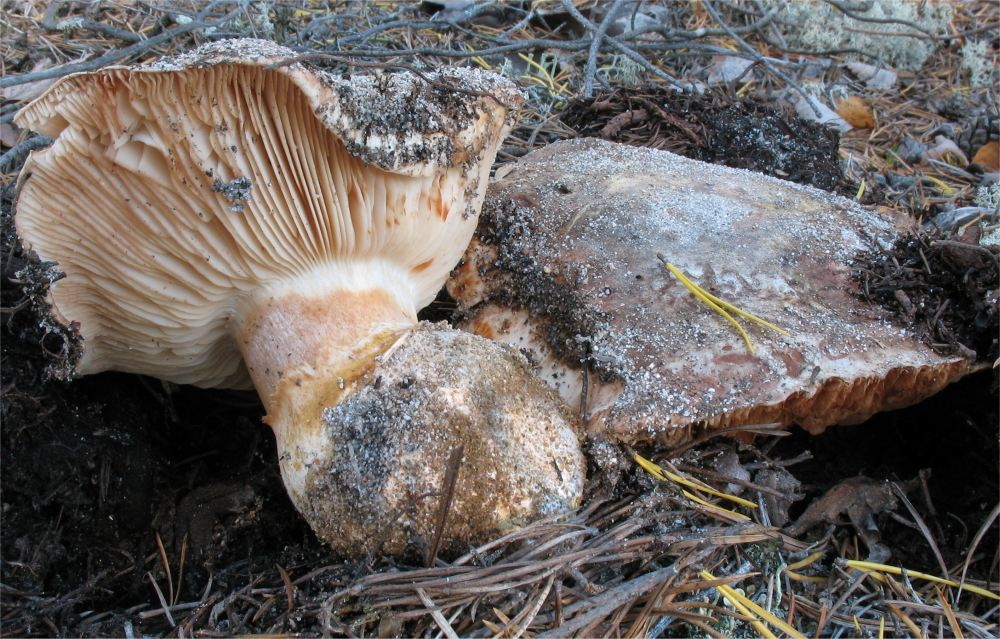
Gąska wielka
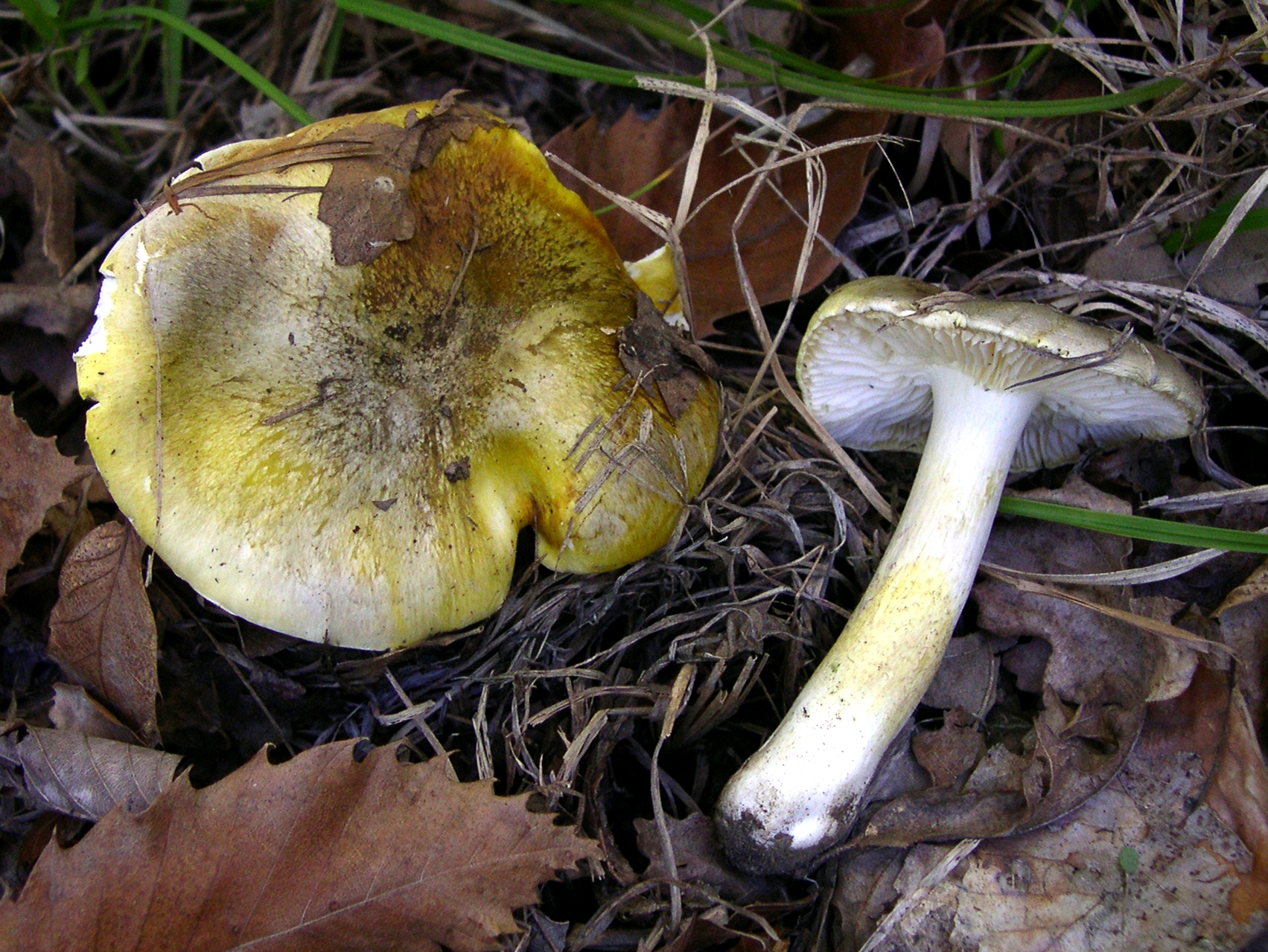
Gąska zielonożółta
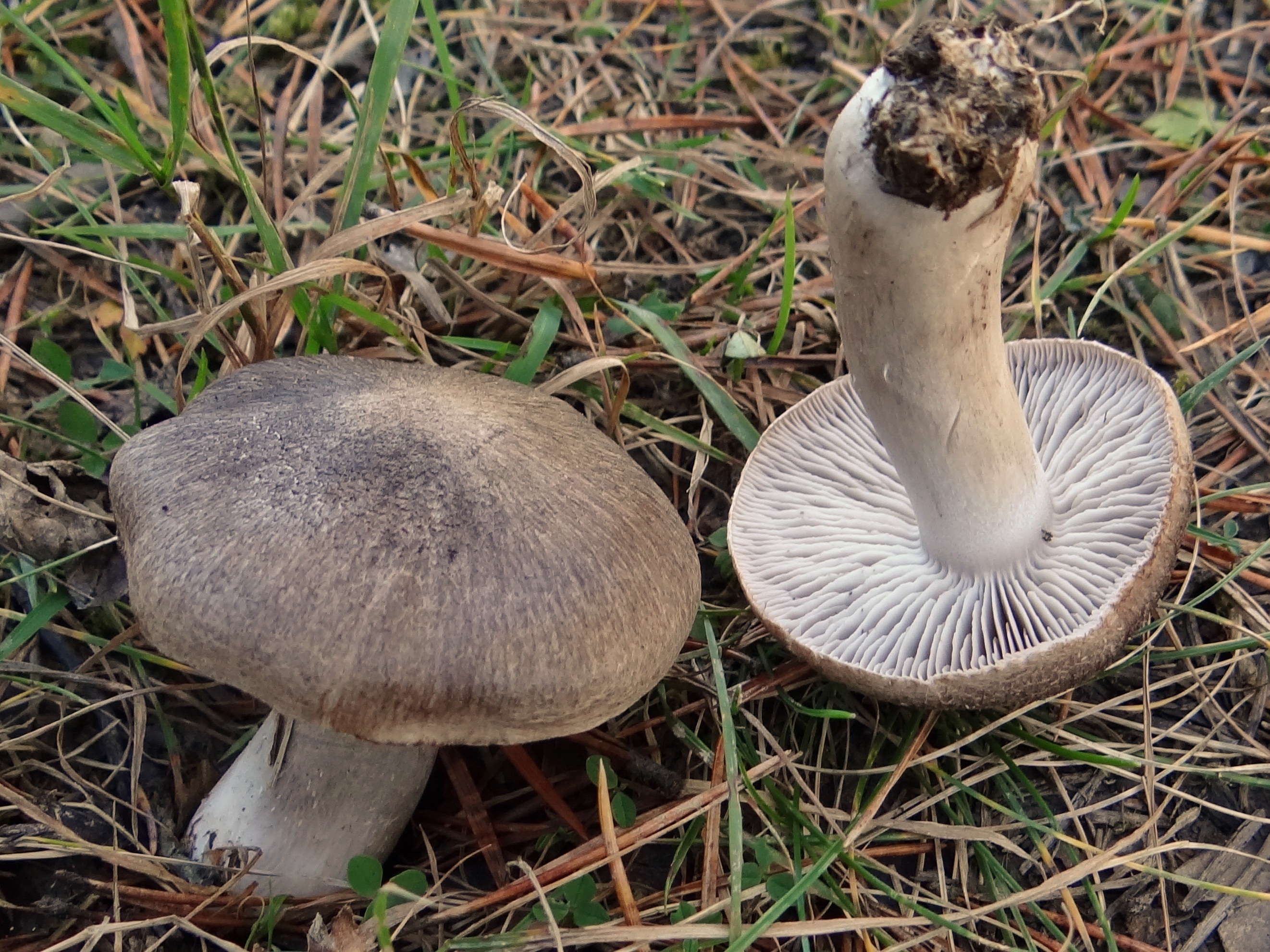
Gąska ziemistoblaszkowa
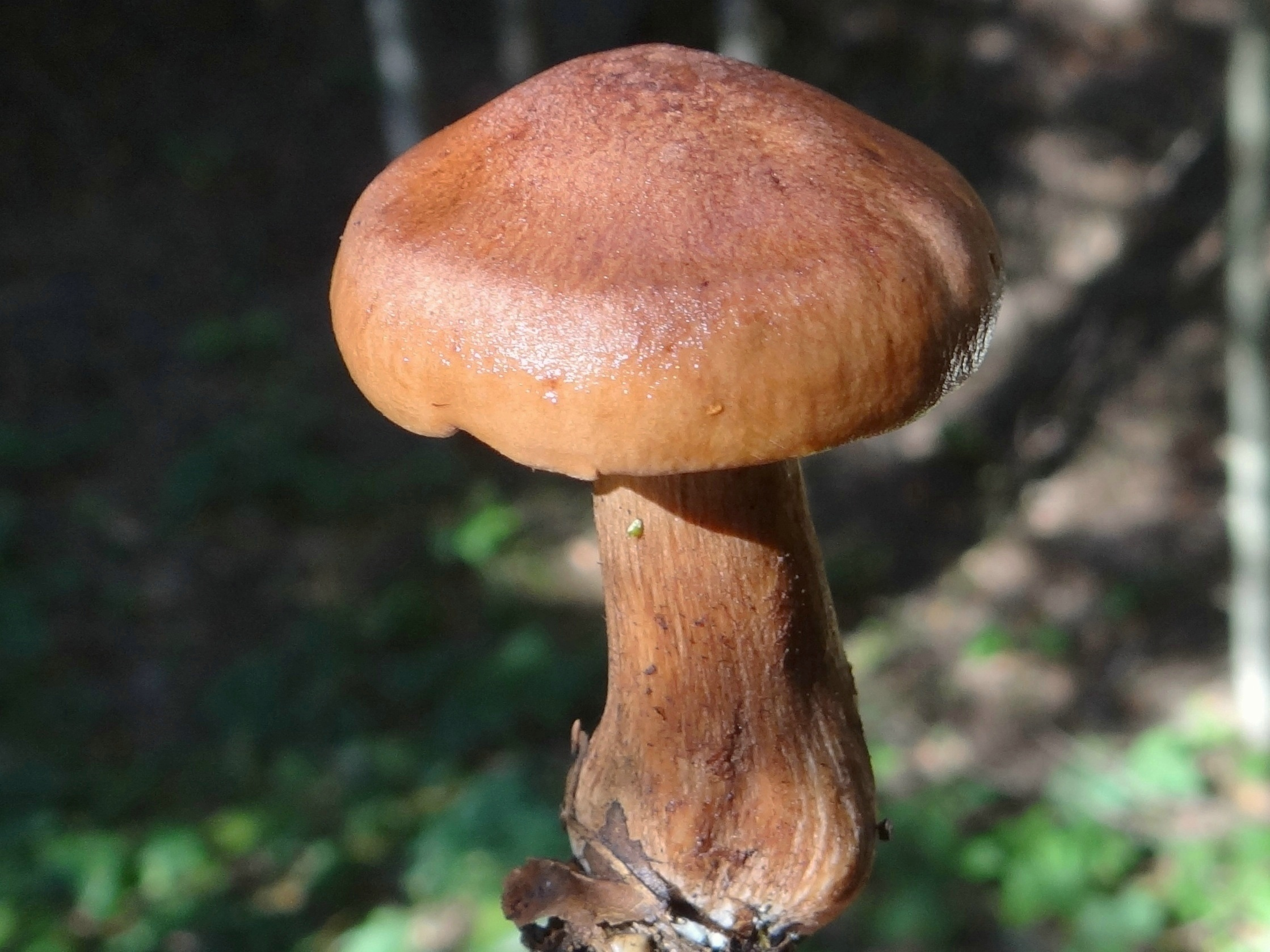
Gąska żółtobrunatna
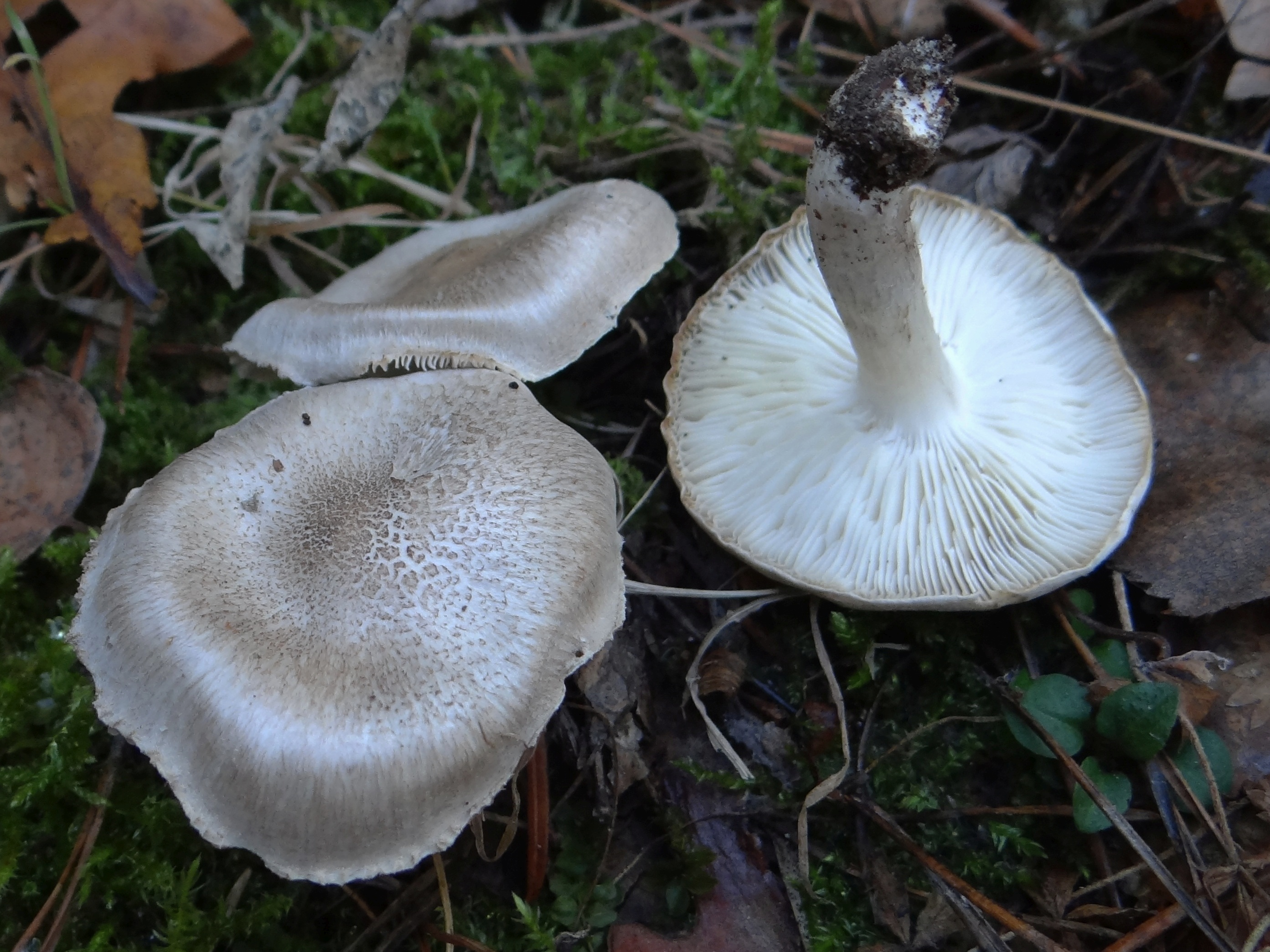
Gąska żółknąca